# Pilophorus strobicola
Pilophorus strobicola är en insektsart som beskrevs av Knight 1926. Pilophorus strobicola ingår i släktet Pilophorus och familjen ängsskinnbaggar. Inga underarter finns listade i Catalogue of Life.